# Monako na Zimowych Igrzyskach Olimpijskich 1994
Monako na Zimowych Igrzyskach Olimpijskich 1994 reprezentowało 5 zawodników: jeden w narciarstwie alpejskim oraz czterech w zawodach bobslejowych. 
Był to czwarty start Monako na zimowych igrzyskach olimpijskich.

## Narciarstwo alpejskie
Mężczyźni
| Konkurencja | Zawodnik          | Zjazd I | Zjazd I | Zjazd finałowy | Zjazd finałowy | Klasyfikacja końcowa | Klasyfikacja końcowa |
| Konkurencja | Zawodnik          | Czas    | Miejsce | Czas           | Miejsce        | Czas                 | Miejsce              |
| ----------- | ----------------- | ------- | ------- | -------------- | -------------- | -------------------- | -------------------- |
| Supergigant | Julien Castellini |         |         |                |                | DNF                  | AC                   |

## Bobsleje
Mężczyźni
| Konkurencja | Zawodnik                                                 | Zjazd I | Zjazd I | Zjazd II | Zjazd II | Zjazd III | Zjazd III | Zjazd IV | Zjazd IV | Klasyfikacja końcowa | Klasyfikacja końcowa |
| Konkurencja | Zawodnik                                                 | Czas    | Miejsce | Czas     | Miejsce  | Czas      | Miejsce   | Czas     | Miejsce  | Czas                 | Miejsce              |
| ----------- | -------------------------------------------------------- | ------- | ------- | -------- | -------- | --------- | --------- | -------- | -------- | -------------------- | -------------------- |
| Dwójka      | Gilbert Bessi Albert Grimaldi                            | 54,14   | 30.     | 54,73    | 34.      | 54,57     | 32.       | 54,83    | 33.      | 3:38,27              | 31.                  |
| Czwórka     | Albert Grimaldi David Tomatis Gilbert Bessi Pascal Camia | 53,54   | 27.     | 53,58    | 27.      | 53,75     | 26.       | 53,75    | 26.      | 3:34,62              | 26.                  |